# NGC 5365A
NGC 5365A (другие обозначения — ESO 271-6, MCG -7-29-1, PGC 49593, IRAS13535-4345, PGC 49586) — спиральная галактика с перемычкой (SBb) в созвездии Центавр.
Этот объект не входит в число перечисленных в оригинальной редакции «Нового общего каталога» и был добавлен позднее.